# Stazione di Tägerschen
La stazione di Tägerschen (in tedesco Bahnhof Tägerschen) è una fermata ferroviaria a servizio della frazione omonima nel comune svizzero di Tobel-Tägerschen sulla ferrovia Wil-Kreuzlingen.

## Storia
La fermata fu attivata il 16 dicembre 1911, in occasione dell'apertura della linea Wil-Kreuzlingen-Costanza.

## Strutture e impianti
La fermata dispone di un binario dotato di marciapiede per il servizio passeggeri. È dotata di una moderna pensilina.

## Movimento
La fermata è servita dai treni a cadenza semioraria (e che fermano a richiesta) sulla relazione Romanshorn - Wil (linea S10 della rete celere di San Gallo).

## Servizi
Nella fermata sono presenti:
- Biglietteria automatica[3]

Inoltre, è presente un piccolo parcheggio di interscambio per automobili e biciclette.

## Interscambi
- Fermata autobus (Tägerschen, Bahnhof)[3][6]